# Adam à travers le temps
Pour plus de détails, voir Fiche technique et Distribution.
Adam à travers le temps (The Adam Project) est un film de science-fiction américain réalisé par Shawn Levy, sorti en 2022 sur Netflix.

## Synopsis
En 2050, le voyage dans le temps est fréquemment utilisé. Adam Reed, pilote de navette effectuant les voyages temporels, retourne dans le passé pour retrouver une personne disparue.
Attaqué lors de son départ pour 2018, il se retrouve en 2022 dans l'impossibilité de repartir pour sa destination initiale. Il va alors rencontrer son lui de 2022, peu après le décès de son père, qui est le chercheur ayant inventé le voyage dans le temps. Reed explique au jeune Adam être à la recherche de sa femme Laura Shape, disparue deux ans plus tôt dans des circonstances étranges. Il soupçonne Maya Sorian, l'ancienne associée de son père, d'être à l'origine de la disparition. Celle-ci parvient à le localiser en 2022, où ils retrouvent Laura, bloquée depuis quatre ans.
Après une attaque de Sorian, Laura leur révèle que le passé a déjà été modifié, ce qui est contraire aux règles du voyage dans le temps. Reed et Adam doivent cependant repartir en abandonnant Laura, car les navettes sont conçues pour transporter un seul ADN. Arrivés en 2018, ils retrouvent leur père, Louis Reed. Grâce à son aide, ils parviennent à empêcher Sorian de prendre le contrôle du voyage temporel, mais doivent pour cela détruire l'algorithme qui a permis de créer les navettes, empêchant donc tout futur voyage dans le temps.
Reed, le jeune Adam et leur père vont tous les trois tirer des leçons de cette aventure qui fera d'eux des meilleures personnes.

## Fiche technique
Sauf indication contraire, les informations mentionnées dans cette section peuvent être confirmées par la base de données cinématographiques IMDb,  présente dans la section « Liens externes ».
- Titre original : The Adam Project
- Titre français : Adam à travers le temps
- Réalisation : Shawn Levy
- Scénario : Jennifer Flackett, Mark Levin, T. S. Nowlin et Jonathan Tropper
- Musique : Rob Simonsen
- Décors : Claude Paré
- Costumes : Jenny Eagan
- Photographie : Tobias A. Schliessler
- Montage : Dean Zimmerman et Jonathan Corn
- Production : David Ellison, Dana Goldberg, Don Granger, Shawn Levy et Ryan Reynolds
- Production déléguée : Dan Cohen, George Dewey, Jennifer Flackett, Patrick Gooing, Mark Levin, Dan Levine, Josh McLaglen et Mary McLaglen
- Sociétés de production : 21 Laps Entertainment, Skydance Media et Maximum Effort
- Société de distribution : Netflix
- Pays de production :  États-Unis
- Langue originale : anglais
- Format : couleur
- Genre : science-fiction, action et comédie
- Durée : 106 minutes
- Date de sortie : 11 mars 2022 sur Netflix

## Distribution
- Ryan Reynolds (VF : Pierre Tessier) : Adam Reed
- Walker Scobell (VF : Aloïs Le Labourier-Tiêu) : Adam, jeune
- Mark Ruffalo (VF : Laurent Maurel) : Louis Reed, père d'Adam
- Jennifer Garner (VF : Laura Blanc) : Ellie Reed, mère d'Adam
- Catherine Keener (VF : Françoise Vallon) : Maya Sorian
- Zoe Saldana (VF : Géraldine Asselin) : Laura
- Alex Mallari Jr. (VF : Mario Bastelica) : Christos
- Lucie Guest  : doublure pour le corps de Maya Sorian jeune

## Production

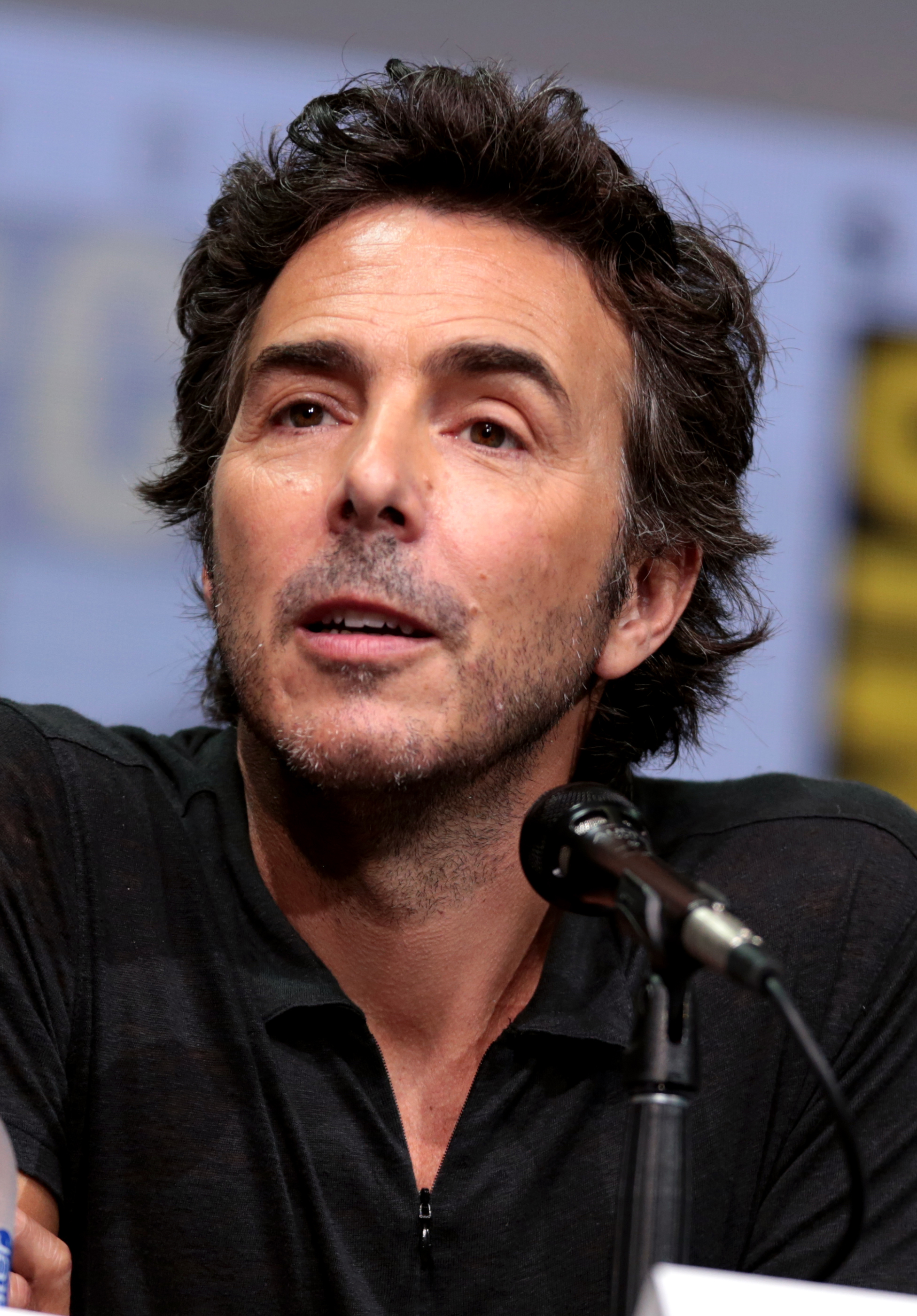
Shawn Levy (2017)

### Développement
Le projet est initialement un script spéculatif écrit par T. S. Nowlin et intitulé Our Name Is Adam en octobre 2012. Paramount Pictures est intéressé et envisage Tom Cruise dans le rôle principal,.
En juillet 2020, le projet est relancé par Netflix, avec Shawn Levy comme réalisateur et avec Ryan Reynolds. Entre-temps, le script a connu plusieurs réécritures notamment par Jonathan Tropper, Jennifer Flackett et Mark Levin.

### Attribution des rôles
En novembre 2020, Jennifer Garner, Zoe Saldana, Mark Ruffalo, Catherine Keener, Alex Mallari Jr. et Walker Scobell rejoignent la distribution,.

### Tournage
Le tournage débute en novembre 2020, à Vancouver au Canada,. Il s'achève en mars 2021.

### Musique
La musique du film est composée par Rob Simonsen.